# Mannophryne olmonae
Mannophryne olmonae (Hardy, 1983) è un anfibio anuro, appartenente alla famiglia degli Aromobatidi.

## Etimologia
L'epiteto specifico è stato dato in onore di Janet Evelyn Olmon.

## Distribuzione e habitat
È endemica di Trinidad e Tobago. Si trova tra 120 e 360 metri di altitudine sulle isole di Tobago e Little Tobago.